# 台北火聖廟
25°02′11″N 121°33′19″E / 25.036323°N 121.555263°E
台北火聖廟，位於臺灣臺北市大安區光信里，主神為火德星君，是臺北市政府消防局人員的信仰中心。

## 歷史沿革
台北火聖廟位於延吉街236巷17之1號。在古代則是車層的頂車層、昔日舊地名「九甲六」之處。其前身是有應公廟，有一座道光丁亥年（1827年）立的「安溪福有新公神位」石碑，並刻著「忠孝節義弟子陳順合建」幾個字，碑上署名者為台北市議員陳錦祥的祖先。
火聖廟起建於何時有不同說法，根據管理委員會的記載，最早創建於1941年。早年三張犁產煤，廟邊延吉街兩側有許多煉煤廠，其中陳錦祥家族的煉煤廠，在提煉出的熟煤中發現一顆人形的石頭，當地民眾尊之為火德星君。陳錦祥祖父陳大楠因經營煤球生意，感念火神照顧，就興建此火德星君廟。民眾也一同捐資以祈禱煉煤廠及民宅不要發生火災。
國泰醫院興建時，火聖廟受損，經國泰出資新台幣一百萬元，及附近民眾再集資重建。1991年8月23日清晨三點半左右，新竹陳姓連續縱火犯燒毀廟門門檻。由陳錦祥報警，警察迅速捕獲，一舉破了七八件縱火案。
1995年11月，市政府社會局認定廟方周邊畸零地為社會局土地，發函令廟方拆除建築，12月又行文一次。在數次拆除受阻後，相關單位在次年1月24日邀集地方民眾及相關單位再度協調收回，拆除後的火聖廟土地與周邊畸零地一併規劃作為供附近民眾使用的鄰里公園。

## 奉祀神明
正殿
- 主神龕－火德星君、不動明王、三官大帝
- 主神龕前神桌－火德星君、哼哈二將、中壇元帥、車層東勢興雅三大庄六股輪值保儀大夫(長駐)
- 主神龕下方－虎爺
- 龍邊神龕－天上聖母（挾祀千里眼、順風耳）、觀音菩薩
- 虎邊神龕－關聖帝君（挾祀關平、周倉關羽

虎邊廂房
- 主神龕－文昌帝君、福德正神、地藏王菩薩
- 虎邊神龕－安溪福有新公[9]

火聖廟並擁有哈大將軍、哼大將軍之神將。

## 祭祀活動
陳錦祥家族所祭祀的火神是以農曆九月十二日為聖誕。每逢火神生日，歷屆台北市長會來此廟上香祈福。原先的人型石頭神像，已放在主神神像的腹中。廟方表示，日治時期台灣供奉火神者多為礦工，當時四獸山一帶有許多礦坑，坐落著不少供奉火德星君的小廟，隨著採礦事業沒落，礦區的諸多火神小廟也走入歷史， 惟台北火聖廟屹立不搖。
廟方也會參與松山媽祖遶境活動。

### 消防隊
據臺北市警消防大隊退休技正蔡清池回憶，1951年他調到萬華消防分隊任分隊長時，市警局消防隊在中山北路馬偕醫院對面的隊部供奉一尊日治時期消防隊留下來的火神神像（佛教密宗不動明王）。後來這尊神像跟著隊部遷移，曾遷到松江路、北平東路，一度置於廚房中，因廚房挪為勤務中心，又把神像改置於古亭分隊奉祀。每年農曆六月廿三日火神爺誕辰時，消防隊都要祭拜，因為公家身分，大隊長不宜出面，就由分隊長主持，例如在消防大隊位於北平東路時，就由一樓的特種分隊分隊長主持祭拜。
臺北市政府消防局1995年改制成立後，將此尊不及二十公分高的火神爺請到延吉街的火聖廟，置於主桌上的玻璃櫃內，因此該廟也成為這些消防人員的信仰中心。
此外，新北市新店區的消防局第四大隊所祭祀的火德神君則是1964年從此廟請來。在1998年報導，臺北縣的消防隊是會在農曆六月二十四日前往霹靂宮祭祀。

## 相關圖集
- 廟身
- 廟埕的臺北市政府市徽與消防局局徽。
- 廟離眾恩祠不遠。

## 外部連結
- 台北火聖廟的Facebook專頁